# Número surreal

Árbol que ilustra la construcción de los números surreales. Los surreales completos se obtienen si se realiza el proceso de ramificación anterior infinitas veces.

En matemática, los números surreales son una clase de números que incluyen a todos los números reales, "infinitos" (mayores o menores que cualquier número real) e "infinitesimales", aquellos que están más próximos a cero que cualquier número real. Una vez construido todo el conjunto de números surreales, puede demostrarse que contiene un cuerpo isomorfo a los números reales, y que de hecho cualquier número real contenido en los números surreales, está rodeado de otros números surreales, que están más próximos al número real que cualquier otro número real. Además los números surreales incluyen a cualquier número transfinito posible.
Los números surreales tienen estructura de cuerpo ordenado, lo que significa que sobre ellos están definidas las cuatro operaciones aritméticas básicas (adición, substracción, multiplicación y división) y que estas se comportan según lo esperado. El inverso multiplicativo de un número infinito es un infinitesimal no nulo, y vice-versa.
Fueron inicialmente propuestos por John H. Conway en 1970, y más tarde desarrollados por Donald Knuth en su libro de 1974 Surreal Numbers: How Two Ex-Students Turned on to Pure Mathematics and Found Total Happiness. Posteriormente, se han dado otras formalizaciones diferentes más convenientes para algunos propósitos.

## Relaciones con otros campos numéricos
Los números hiperreales, superreales y surreales generalizan a los números reales ordinarios. Puede demostrarse la existencia de una cadena de inclusiones como la siguiente:

{\displaystyle \mathbb {R} \ \mathrm {(reales)} \subset {}^{*}\mathbb {R} \ \mathrm {(hiperreales)} \subset \mathrm {superreales} \subset \mathrm {surreales} }

Nótese que no existe un único cuerpo de números superreales sino toda una clase cuerpos algebraicos ordenados que satisfacen son diferentes tipos de números superreales. Esto contrasta con los números hiperreales y surreales que son cuerpos ordenados, únicos salvo isomorfismo. Además los surreales, no son un conjunto en el sentido de la teoría de conjuntos ZFC sino una clase propia, ya que por ejemplo los números surreales incluyen como subclase a la clase de todos los números ordinales, que tampoco es un conjunto en el sentido de ZFC. Aunque los números surreales no sean un conjunto, en el sentido de ZFC, sí pueden ser formalizados dentro de la teoría de conjuntos NBG.

## Descripción
La lógica de los números surreales se basa en pares ordenados de conjuntos, el conjunto izquierdo ({\displaystyle X_{I}}) y el conjunto derecho ({\displaystyle X_{D}}), denotándose el par de conjuntos como: {\displaystyle \{X_{I}|X_{D}\}}, y que siguen la definición {\displaystyle \neg (X_{D}\leq X_{I})}, que significa que los elementos del conjunto derecho no son menores o iguales a los del conjunto izquierdo. Teniendo esto, se utiliza el conjunto vacío para crear un par de conjuntos: {\displaystyle \{\varnothing |\varnothing \}}, este es el primer número surreal, y se puede escribir como 0. Teniendo esto se pueden empezar a plantear los siguientes números surreales: 
{\displaystyle \{0|\ \}=1\ ,\ \{\ |0\}=-1}
{\displaystyle \{1|\ \}=2\ ,\ \{\ |-1\}=-2}
{\displaystyle \{2|\ \}=3\ ,\ \{\ |-2\}=-3}

## Introducción
Los surreales comparten muchas propiedades con los reales, incluidas las operaciones aritméticas habituales (suma, resta, multiplicación y división); como tales, forman un cuerpo ordenado. Si se formulan en la teoría de conjuntos de Von Neumann-Bernays-Gödel (NBG), los números surreales son un campo ordenado universal en el sentido de que todos los demás campos ordenados, como los racionales, los reales, las funciones racionales o el cuerpo de Levi-Civita, por citar ejemplos concretos. Incluso cualquier cuerpo de números números superreales (incluidos los números hiperreales) puede realizarse como subcuerpos de los surreales. Los surreales también contienen todos los números ordinales transfinitos; la aritmética sobre ellos viene dada por las operaciones naturales. También se ha demostrado, usando la teoría de conjuntos NBG, que el cuerpo de los hiperreales de clase máxima es isomorfo al campo surreal de clase máxima. Nótese que al incluir a la clase de los ordinales los números surreales no forman un conjunto cuya existencia se deduzca de la teoría de conjuntos asociada a los axiomas de Zermelo-Fraenkel (ZF), aunque su construcción sí es formalizable dentro de ZF.